# Je vinen osud?
Je vinen osud? (srbsky Je li kriva sudbina?/Је ли крива судбина?) je povídka bulharského spisovatele Ljubena Karavelova, kterou sepsal srbsky, během svého pobytu v Bělehradě. Vydána bylo v roce 1868. Patří k nejvýznamnějším dílům tohoto obrozeneckého autora.
Pojednává o postavení ženy a nesvobodném prostředí srbské společnosti, nevyhýbá se tématu domácího násilí a neschopnosti osob v špatném postavení cokoliv změnit. Kritizuje bohatou vrstvu Bělehraďanů a do protikladu jim staví nového člověka, kulturního a rozvinutého.
Povídka byla přeložena do češtiny a vyšla v roce 1951 spolu se známějšími Bulhary za starých časů.
Karavelov pracoval na druhé části, který měl být sepsán rusky, ten však nedokončil.